# Verwaltungsgrafschaften Englands
Die Verwaltungsgrafschaften Englands (englisch administrative counties) waren lokale und regionale Verwaltungseinheiten. Sie entstanden 1888, wurden von einem Grafschaftsrat (engl. county council) verwaltet und lösten die bis dahin bestehenden traditionellen Grafschaften Englands ab. Sie wurden 1974 durch eine Gliederung in Metropolitan Counties und Non-Metropolitan Counties ersetzt, die wiederum seit 1996 teilweise von Unitary Authorities abgelöst wurden. Grafschaften mit echter Verwaltungsfunktion, die amtlich jedoch nicht mehr als Administrative Counties bezeichnet werden, sind heute die verbliebenen Non-Metropolitan Counties und die meisten der Unitary Authorities.

## Die Administrative Counties in England von 1888 bis 1974

### Die englische Verwaltungsstruktur von 1888 bis 1965
1888 veränderte die Regierung unter der Führung von Premierminister Marquess of Salisbury die Verwaltungsgliederung in England und Wales grundlegend. Die bisherige Einteilung der Grafschaften wurde verändert und in den neu eingerichteten Verwaltungsgrafschaften wurden Grafschaftsräte (county councils) eingerichtet. Von der neuen Gebietseinteilung in Verwaltungsgrafschaften waren die County Boroughs nicht betroffen.
Der Zuschnitt der traditionellen Grafschaften Cambridgeshire, Lincolnshire, Northamptonshire, Suffolk, Sussex und Yorkshire wurde durch Aufteilung in neue Verwaltungsgrafschaften verändert; diese richteten sich nach der schon bestehenden Unterteilung des Court of Quarter Sessions. Außerdem wurde das County of London geschaffen, welches diejenigen Stadtbezirke umfasste, die heute als Inner London bezeichnet werden. Die Isle of Wight gehörte zunächst zur Verwaltungsgrafschaft Hampshire, erhielt aber 1890 ein eigenes county council.
1894 wurde sodann ein einheitliches Zwei-Stufen-System geschaffen: Auf der oberen Stufe standen die administrative counties, die auf der zweiten Stufen in Urban Districts, Rural Districts und Municipal Boroughs unterteilt waren. Auf der nachstehenden Karte sind die County Boroughs nicht als eigenständige Verwaltungseinheiten eingetragen. Das so entstandene System war die Grundlage für die Zeremoniellen Grafschaften, die aus Gründen der Lord-Lieutenancy geschaffen wurde. Hierbei wurden allerdings Cambridgeshire, Hampshire, Lincolnshire, Northamptonshire, Suffolk und Sussex nicht aufgeteilt.
Verwaltungsgrafschaften Englands 1890–1965
| - 01 Northumberland - 02 Durham - 03 Westmorland - 04 Cumberland - 05 Lancashire - 06 West Riding of Yorkshire - 07 North Riding of Yorkshire - 08 East Riding of Yorkshire - 09 Lindsey - 10 Holland | - 11 Kesteven - 12 Nottinghamshire - 13 Derbyshire - 14 Cheshire - 15 Shropshire - 16 Staffordshire - 17 Warwickshire - 18 Leicestershire - 19 Rutland - 20 Northamptonshire | - 21 Soke of Peterborough - 22 Huntingdonshire - 23 Cambridgeshire - 24 Isle of Ely - 25 Norfolk - 26 East Suffolk - 27 West Suffolk - 28 Essex - 29 Hertfordshire - 30 Bedfordshire |
| - 31 Buckinghamshire - 32 Oxfordshire - 33 Gloucestershire - 34 Worcestershire - 35 Herefordshire - 36 Wiltshire - 37 Berkshire - 38 Middlesex - 39 London - 40 Kent                                  | - 41 East Sussex - 42 West Sussex - 43 Surrey - 44 Hampshire - 45 Isle of Wight - 46 Dorset - 47 Somerset - 48 Devon - 49 Cornwall                                           | |

Infolge der zunehmenden Urbanisierung und der Vergrößerung der Vororte erstreckten sich immer öfter Gebiete, die bislang zu einer Grafschaft gehört hatten, in das Gebiet einer anderen. Weil aber Boroughs, Urban Districts und Parishes nicht über die Grenze einer Grafschaft hinausgehen konnten, wurden die Grenzen der Verwaltungsgrafschaften in der Folgezeit mehrfach verändert.
Beispiele:
- Beauchief, Dore, Norton, Totley in Derbyshire kamen 1935 zu Sheffield in West Riding of Yorkshire
- Caversham in Oxfordshire kam 1911 zu Reading in Berkshire
- Little Bowden in Northamptonshire kam zu Market Harborough, Leicestershire
- Die Hälfte von Tamworth, Staffordshire gehörte früher zu Warwickshire
- Winshill in Derbyshire kam zu Burton-upon-Trent

### Die Verwaltungsgrafschaften von 1965 bis 1974
1965 wurde das County of London aufgelöst und ging in Greater London auf. Ebenso aufgelöst wurde Middlesex, das fast vollständig in Greater London aufging, der Rest wurde den Grafschaften Surrey und Hertfordshire zugeordnet.
Außerdem wurden einige andere Verwaltungsgrafschaften verändert. Der Soke of Peterborough und Huntingdonshire wurden zu Huntingdon and Peterborough vereinigt und Cambridgeshire wurde mit der Isle of Ely zusammengelegt.
In der nachfolgenden Karte sind die Grenzen der County Boroughs eingezeichnet.
Verwaltungsgrafschaften Englands von 1965 bis 1974
1. Northumberland
2. Durham
3. Westmorland
4. Cumberland
5. Lancashire
6. West Riding of Yorkshire
7. North Riding of Yorkshire
8. East Riding of Yorkshire
9. Lindsey
10. Holland
11. Kesteven
12. Nottinghamshire
13. Derbyshire
14. Cheshire
15. Shropshire
16. Staffordshire
17. Warwickshire
18. Leicestershire
19. Rutland
20. Northamptonshire
21. Huntingdon and Peterborough
22. Cambridgeshire and Isle of Ely
23. Norfolk
24. East Suffolk
25. West Suffolk
26. Essex
27. Hertfordshire
28. Bedfordshire
29. Buckinghamshire
30. Oxfordshire
31. Gloucestershire
32. Worcestershire
33. Herefordshire
34. Wiltshire
35. Berkshire
36. Greater London
37. Kent
38. East Sussex
39. West Sussex
40. Surrey
41. Hampshire
42. Isle of Wight
43. Dorset
44. Somerset
45. Devon
46. Cornwall

## Die englische Verwaltungsstruktur von 1974 bis 1995
In den späten 1960er-Jahren wurde offensichtlich, dass die Struktur der Kommunalverwaltung reformbedürftig war. Die Labour-Regierung unter Harold Wilson setzte eine Kommission zur Reform der Verwaltungsstruktur ein.
Der von der Kommission erstellte Bericht schlug die Abschaffung der zweistufigen Verwaltung vor. Stattdessen sollten 59 Unitary Authorities geschaffen werden, deren Zuschnitt die bisherigen Grenzen der Verwaltungsgebiete gänzlich ignorieren sollte und an geographischen Gegebenheiten orientiert war. In den Ballungsgebieten Merseyside, South East Lancashire und North East Cheshire sowie um Birmingham herum sollten drei Metropolitan Areas mit 20 Distrikt-Verwaltungen eingerichtet werden.
Gegen diesen Reformvorschlag wandten sich die Konservativen unter der Führung von Edward Heath. Nachdem diese die Wahlen 1970 gewonnen hatten, entwarfen sie ein eigenes Verwaltungsschema. Das Konzept der Unitary Authorities wurde verworfen; vielmehr sollte das gesamte Gebiet von England und Wales in einem zweistufigen System in Verwaltungsgrafschaften und Distrikte aufgeteilt werden. In England orientierte sich der vorgeschlagene Neuzuschnitt der Grafschaften an den schon bestehenden, aber beinhaltete auch einige grundlegende Veränderungen.
Trotz der Zusicherung, dass die traditionellen Grafschaften formell nicht abgeschafft würden und von niemandem ein Wechsel seiner Loyalität als Folge der vorgeschlagenen Gebietsreform erwartet werde, stieß der Plan auf erheblichen Widerstand in den Grafschaften. Infolgedessen wurden die meisten der grundlegenden Veränderungen wieder gestrichen. In der Frage der Zusammenlegung kleiner Grafschaften zeigte sich die Regierung allerdings unnachgiebig; Initiativen zur Beibehaltung von Rutland und Herefordshire hatten keinen Erfolg.
Die Verwaltungsreform wurde durch den Local Government Act 1972, der am 1. April 1974 in Kraft trat, umgesetzt. Dieses Gesetz regelte die Grafschaften und Metropolitan Districts, während für den Zuschnitt der Non-Metropolitan Districts eine Kommission eingesetzt wurde.
Hauptpunkt war die Schaffung der Metropolitan Countys:
- Merseyside – die Gegend um Liverpool, der Südwesten von Lancashire, und das auf der anderen Seite des River Mersey gelegene Gebiet Wirral im nordwestlichen Cheshire
- Greater Manchester – der Ballungsraum Manchester mit seinen umliegenden Orten
- South Yorkshire – hauptsächlich das Gebiet um Sheffield und Rotherham im West Riding of Yorkshire
- Tyne and Wear – das Ballungsgebiet um Newcastle-upon-Tyne in Northumberland mit Sunderland in County Durham
- West Midlands – das Ballungsgebiet Birmingham einschließlich Black Country und Coventry
- West Yorkshire – das Gebiet um Leeds und Bradford im West Riding of Yorkshire

Andere bedeutende Änderungen:
- Neue Grafschaften
  - Avon aus Teilen des nördlichen Somerset, südlichen Gloucestershire und den Städten Bristol und Bath
  - Cleveland, bestehend aus dem südlichen Durham und nördlichen Teilen des North Riding of Yorkshire
  - Cumbria aus den Grafschaften Westmorland und Cumberland und Teilen von Lancashire und Yorkshire
  - Hereford and Worcester aus den Grafschaften Herefordshire und Worcestershire
  - Humberside aus dem East Riding of Yorkshire und dem nördlichen Lincolnshire
- Weitere Änderungen
  - Huntingdon and Peterborough kam zu Cambridgeshire
  - Rutland wurde zu einem District von Leicestershire
  - Der District Vale of White Horse kam von Berkshire zu Oxfordshire

1986 schaffte die Regierung unter Margaret Thatcher die Grafschaftsräte in den Metropolitan Countys ab. Diese blieben als solche erhalten; ihre Verwaltungsaufgaben nehmen seitdem die Metropolitan Boroughs wahr.
Metropolitan und Non-Metropolitan Countys Englands von 1974 bis 1996
1. Northumberland
2. Tyne and Wear
3. County Durham
4. Cleveland
5. North Yorkshire
6. Cumbria
7. Lancashire
8. Merseyside
9. Greater Manchester
10. West Yorkshire
11. South Yorkshire
12. Humberside
13. Lincolnshire
14. Nottinghamshire
15. Derbyshire
16. Cheshire
17. Shropshire
18. Staffordshire
19. West Midlands
20. Warwickshire
21. Leicestershire
22. Northamptonshire
23. Cambridgeshire
24. Norfolk
25. Suffolk
26. Essex
27. Hertfordshire
28. Bedfordshire
29. Buckinghamshire
30. Oxfordshire
31. Gloucestershire
32. Hereford and Worcester
33. Avon
34. Wiltshire
35. Berkshire
36. Greater London 1
37. Kent
38. East Sussex
39. West Sussex
40. Surrey
41. Hampshire
42. Isle of Wight
43. Dorset
44. Somerset
45. Devon
46. Cornwall

## Verwaltungs- und Gebietsreformen zwischen 1995 und 2023
In den 1990er-Jahren wurden die mit der Kommunalreform von 1974 abgeschafften County Boroughs wieder in Form der Unitary Authorities eingeführt. Dadurch veränderte sich in mehreren Schritten die Verwaltungslandschaft ganz erheblich:
Am 1. April 1995 wurde die Isle of Wight zu einer Unitary Authority. Bis dahin existierte ein Zwei-Stufen-System, bestehend aus dem Isle of Wight County Council und den Boroughs Medina und South Wight. Gleichzeitig kamen zwei kleine Gebiete von Surrey und Buckinghamshire zu Berkshire, das seitdem an Greater London grenzt.
Am 1. April 1996 wurden die 1974 neu gebildeten Grafschaften Avon, Humberside und Cleveland wieder abgeschafft. Ihre bisherigen Distrikte wurden zu Unitary Authorities. Gleichzeitig wurde das Gebiet der City of York ausgeweitet, zu einer Unitary Authority gemacht und verwaltungstechnisch aus North Yorkshire herausgelöst.
Am 1. April 1997 wurden die Distrikte Bournemouth, Darlington, Derby, Leicester, Luton, Milton Keynes, Poole, Portsmouth, Rutland und Southampton zu Unitary Authorities. Die Distrikte Brighton und Hove wurden zur neuen Unitary Authority Brighton and Hove vereinigt.
Am 1. April 1998 wurden die Distrikte Blackpool, Blackburn with Darwen, Halton, Medway, Nottingham, Peterborough, Plymouth, Swindon, Stoke-on-Trent, Southend-on-Sea, Telford and Wrekin, Torbay, Thurrock und Warrington zu Unitary Authorities. Hereford and Worcester wurde aufgelöst und durch die Unitary Authority Herefordshire und die Grafschaft Worcestershire ersetzt. Berkshire wurde in sechs Unitary Authorities aufgeteilt und sein County Council wurde abgeschafft, es wurde formell aber nicht als County aufgelöst.
2000 wurde die Verwaltungsorganisation von Greater London mit der Einrichtung der Greater London Authority neu geregelt.
Am 1. April 2009 wurden in Bedfordshire, Cheshire, Cornwall, Durham, Northumberland, Shropshire und Wiltshire die alten Districts aufgehoben und flächendeckend Unitary Authorities eingerichtet, so dass in diesen Grafschaften jetzt nur noch eine einstufige Verwaltungsgliederung besteht.
Am 1. April 2019 wurden auch in Dorset die alten Districts aufgehoben und flächendeckend Unitary Authorities eingerichtet. Gleichzeitig wurden in Somerset und Suffolk mehrere Districts fusioniert.
Die Unitary Authority Buckinghamshire entstand am 1. April 2020, als sich die Distrikte Aylesbury Vale, Chiltern, South Bucks und Wycombe zusammenschlossen.
Am 1. April 2021 wurden in Northamptonshire die alten Districts aufgehoben und flächendeckend zwei Unitary Authorities eingerichtet, so dass in dieser Grafschaft jetzt nur noch eine einstufige Verwaltungsgliederung besteht.
Die Unitary Authority North Yorkshire entstand am 1. April 2023, als sich die Distrikte Craven, Hambleton, Harrogate, Richmondshire, Ryedale, Scarborough und Selby zusammenschlossen. Die Unitary Authority Somerset entstand am 1. April 2023, als sich die Distrikte Mendip, Sedgemoor, Somerset West and Taunton und South Somerset zusammenschlossen. Am 1. April 2023 wurden in Cumbria die alten Districts aufgehoben und flächendeckend zwei Unitary Authorities (Cumberland und Westmorland and Furness) eingerichtet, so dass in dieser Grafschaft jetzt nur noch eine einstufige Verwaltungsgliederung besteht.

## Die Verwaltungsstruktur Englands seit 2023

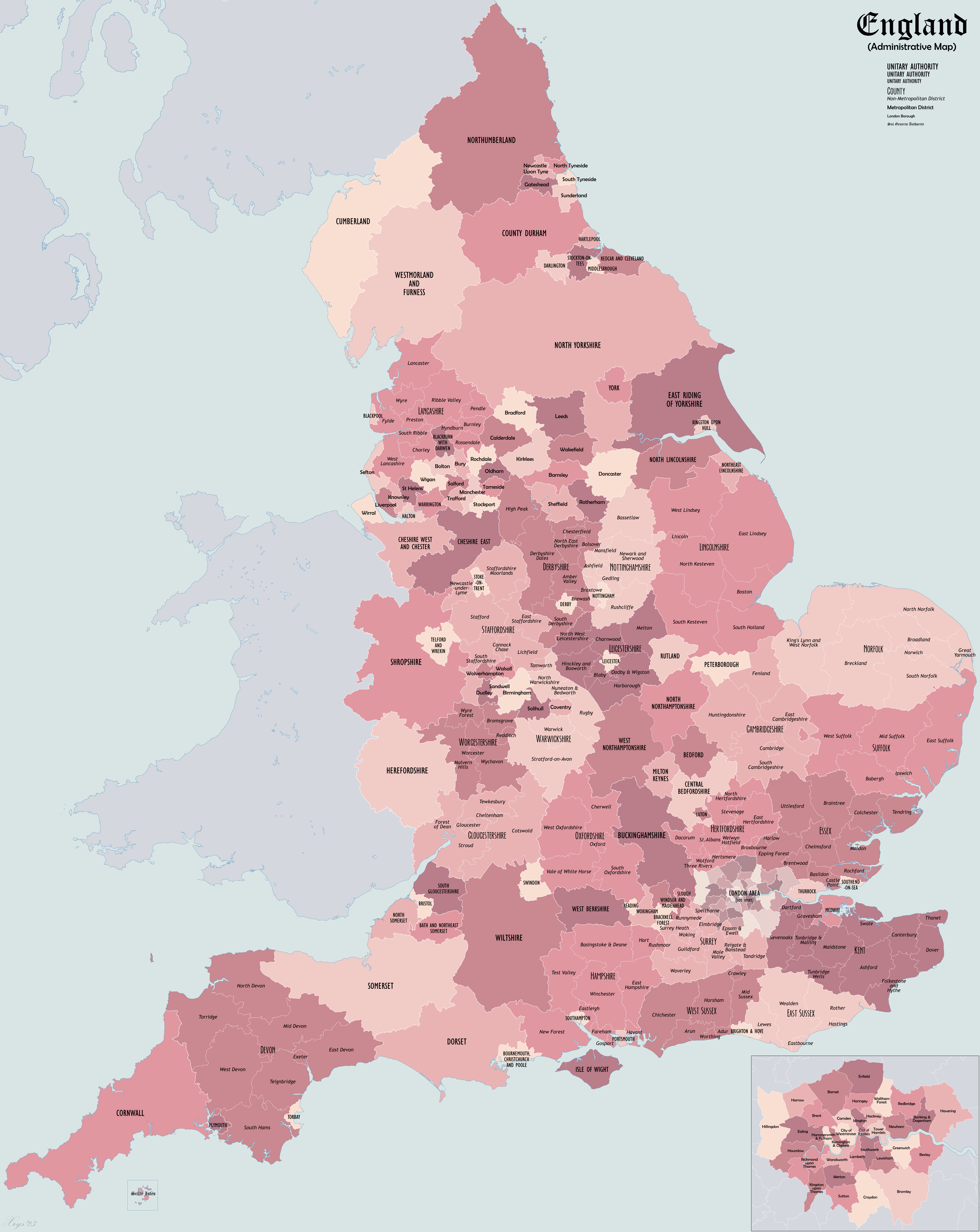
Counties und Unitary Authorities seit 2009

### Non-Metropolitan Counties
Die Non-Metropolitan Counties in England besitzen einen Grafschaftsrat (County Council) und sind in Districts untergliedert. Eine übliche Bezeichnung für diese Counties ist auch Shire Counties, wobei die Endung -shire nicht in allen Namen vorkommt. Seit 2023 bestehen in England 21 Non-Metropolitan Counties:
| Name            | Non-Metropolitan Districts |
| --------------- | --- |
| Cambridgeshire  | Cambridge, East Cambridgeshire, Fenland, Huntingdonshire, South Cambridgeshire                                                                     |
| Derbyshire      | Amber Valley, Bolsover, Chesterfield, Derbyshire Dales, Erewash, High Peak, North East Derbyshire, South Derbyshire                                |
| Devon           | East Devon, Exeter, Mid Devon, North Devon, South Hams, Teignbridge, Torridge, West Devon                                                          |
| East Sussex     | Eastbourne, Hastings, Lewes, Rother, Wealden |
| Essex           | Basildon, Braintree, Brentwood, Castle Point, Chelmsford, Colchester, Epping Forest, Harlow, Maldon, Rochford, Tendring, Uttlesford                |
| Gloucestershire | Cheltenham, Cotswold, Forest of Dean, Gloucester, Stroud, Tewkesbury                                                                               |
| Hampshire       | Basingstoke and Deane, East Hampshire, Eastleigh, Fareham, Gosport, Hart, Havant, New Forest, Rushmoor, Test Valley, Winchester                    |
| Hertfordshire   | Broxbourne, Dacorum, East Hertfordshire, Hertsmere, North Hertfordshire, Three Rivers, St Albans, Stevenage, Watford, Welwyn Hatfield              |
| Kent            | Ashford, Canterbury, Dartford, Dover, Folkestone and Hythe, Gravesham, Maidstone, Sevenoaks, Swale, Thanet, Tonbridge and Malling, Tunbridge Wells |
| Lancashire      | Burnley, Chorley, Fylde, Hyndburn, Lancaster, Pendle, Preston, Ribble Valley, Rossendale, South Ribble, West Lancashire, Wyre                      |
| Leicestershire  | Blaby, Charnwood, Harborough, Hinckley and Bosworth, Melton, Oadby and Wigston, North West Leicestershire                                          |
| Lincolnshire    | Boston, East Lindsey, Lincoln, North Kesteven, South Holland, South Kesteven, West Lindsey                                                         |
| Norfolk         | Breckland, Broadland, Great Yarmouth, King’s Lynn and West Norfolk, North Norfolk, Norwich, South Norfolk                                          |
| Nottinghamshire | Ashfield, Bassetlaw, Broxtowe, Gedling, Mansfield, Newark and Sherwood, Rushcliffe                                                                 |
| Oxfordshire     | Cherwell, Oxford, South Oxfordshire, Vale of White Horse, West Oxfordshire                                                                         |
| Staffordshire   | Cannock Chase, East Staffordshire, Lichfield, Newcastle-under-Lyme, South Staffordshire, Stafford, Staffordshire Moorlands, Tamworth               |
| Suffolk         | Babergh, East Suffolk, Ipswich, Mid Suffolk, West Suffolk                                                                                          |
| Surrey          | Elmbridge, Epsom and Ewell, Guildford, Mole Valley, Reigate and Banstead, Runnymede, Spelthorne, Tandridge, Surrey Heath, Waverley, Woking         |
| Warwickshire    | North Warwickshire, Nuneaton and Bedworth, Rugby, Stratford-on-Avon, Warwick                                                                       |
| West Sussex     | Adur, Arun, Chichester, Crawley, Horsham, Mid Sussex, Worthing                                                                                     |
| Worcestershire  | Bromsgrove, Malvern Hills, Redditch, Worcester, Wychavon, Wyre Forest                                                                              |

Teilweise wird auch noch Berkshire zu den Non-Metropolitan Counties gerechnet. Berkshire hat keine Verwaltung auf County-Ebene und ist in sechs Unitary Authorities gegliedert, die aber keinen County-Status besitzen.

### Metropolitan Counties
Seit der Abschaffung der Metropolitan County Councils im Jahre 1986 sind die sechs Metropolitan Counties keine Verwaltungsgrafschaften im engeren Sinne mehr und sind in Metropolitan Boroughs untergliedert.
| Name               | Metropolitan Boroughs                                                                     |
| ------------------ | ----------------------------------------------------------------------------------------- |
| Greater Manchester | Manchester, Bolton, Bury, Oldham, Rochdale, Salford, Stockport, Tameside, Trafford, Wigan |
| Merseyside         | Liverpool, Knowsley, Sefton, St Helens, Wirral                                            |
| South Yorkshire    | Sheffield, Barnsley, Doncaster, Rotherham                                                 |
| Tyne and Wear      | Newcastle-upon-Tyne, Gateshead, South Tyneside, North Tyneside, Sunderland                |
| West Midlands      | Birmingham, Coventry, Dudley, Sandwell, Solihull, Walsall, Wolverhampton                  |
| West Yorkshire     | Leeds, Bradford, Calderdale, Kirklees, Wakefield                                          |

### Unitary Authorities
Unitary Authorities sind Verwaltungseinheiten, in denen die Aufgaben eines Non-Metropolitan County und eines Distrikts in einer Gebietskörperschaft vereinigt sind. In England existieren 56 Unitary Authorities mit County-Status:
Bath and North East Somerset, Bedford, Blackburn with Darwen, Blackpool, Bournemouth, Christchurch and Poole, Brighton and Hove, Bristol, Buckinghamshire, Central Bedfordshire, Cheshire East, Cheshire West and Chester, Cornwall, Cumberland, Dorset, County Durham, County of Herefordshire, Derby, Darlington, East Riding of Yorkshire, Halton, Hartlepool, Isle of Wight, Kingston upon Hull, Leicester, Luton, Medway, Middlesbrough, Milton Keynes, North East Lincolnshire, North Lincolnshire, North Northamptonshire, North Somerset, North Yorkshire, Northumberland, Nottingham, Peterborough, Plymouth, Portsmouth, Redcar and Cleveland, Rutland, Shropshire, Somerset, Southampton, Southend-on-Sea, South Gloucestershire, Stockton, Stoke-on-Trent, Swindon, Telford and Wrekin, Thurrock, Torbay, Warrington, West Northamptonshire, Westmorland and Furness, Wiltshire und York
Die sechs Distrikte in Berkshire (West Berkshire, Reading, Wokingham, Bracknell Forest, Windsor and Maidenhead und Slough) sowie die Scilly-Inseln sind ebenfalls Unitary Authorities, haben jedoch keinen County-Status.